# فرودگاه یادبود شهرستان افینگهم
فرودگاه یادبود شهرستان افینگهم (به انگلیسی: Effingham County Memorial Airport) یک فرودگاه همگانی بهره‌برداری هوایی است که یک باند فرود بتن دارد و طول باند آن ۱۵۵۴ متر است. این فرودگاه در شهر افینگهم، ایلینوی کشور ایالات متحده آمریکا قرار دارد و در ارتفاع ۱۷۹ متری از سطح دریا واقع شده است.